# エクトプラズム 怨霊の棲む家
『エクトプラズム 怨霊の棲む家』（英: The Haunting in Connecticut）は、2009年の（日本では2010年公開）アメリカ映画。1987年にコネチカット州で実際に起こった事件を題材としている。

## ストーリー
1980年代にアメリカで起こった実話を基に、呪われた家に引っ越してきた家族を襲う恐怖を描いたオカルトホラー。監督は、短編アニメ『WARD 13』で国際的な注目を集め、本作で長編デビューを果たすピーター・コーンウェル。『サイドウェイ』のヴァージニア・マドセンを主演に、ドラマシリーズ「CSI：ニューヨーク4」のカイル・ガルナーとイライアス・コティーズなど、多彩なキャストが共演。主人公一家が体験する超常現象の数々に身も凍る。

## キャスト
| 役名                   | 俳優                   | 日本語吹替 |
| ---------------------- | ---------------------- | ---------- |
| サラ・キャンベル       | ヴァージニア・マドセン | 佐々木優子 |
| マット・キャンベル     | カイル・ガルナー       | 野島健児   |
| ピーター・キャンベル   | マーティン・ドノヴァン | 志村知幸   |
| ウェンディ             | アマンダ・クルー       | 牛田裕子   |
| ニコラス・ポペスク神父 | イライアス・コティーズ | 福沢良一   |
| ビリー                 | タイ・ウッド           | 上田純子   |
| メアリー               | ソフィー・ナイト       | 高梁碧     |
| ジョナ                 | エリック・J・バーグ    | 佐藤拓也   |
| エイクマン             | ジョン・ブリュートナー | 高桑満     |
| ブルックス             | D・W・ブラウン         | 岩崎正寛   |
| シンクレア             | ジョン・B・ロウ        | 間宮康弘   |

## 関連作品
- 悪魔の棲む家
- 悪魔の棲む家 (2005年の映画)